# Acarepipona pervigilans
Acarepipona pervigilans är en stekelart som först beskrevs av Giordani Soika 1944.  Acarepipona pervigilans ingår i släktet Acarepipona och familjen Eumenidae. Utöver nominatformen finns också underarten A. p. obscura.